# Anton Valentin (Architekt)
Anton Valentin (* 25. Mai 1895 in Wien; † 1. Juli 1976 ebenda) war ein österreichischer Architekt und zeichnete vor allem für Gemeindebauten des Roten Wien verantwortlich. Am 20. Oktober 1943 beantragte er die Aufnahme in die NSDAP und wurde rückwirkend zum 1. Januar 1941 aufgenommen (Mitgliedsnummer 9.773.164). Er erhielt 1920 den Hagenmüller-Preis und 1965 den Lorbeer der Gesellschaft der bildenden Künstler in Gold. Er wurde am Neustifter Friedhof bestattet.

## Werke

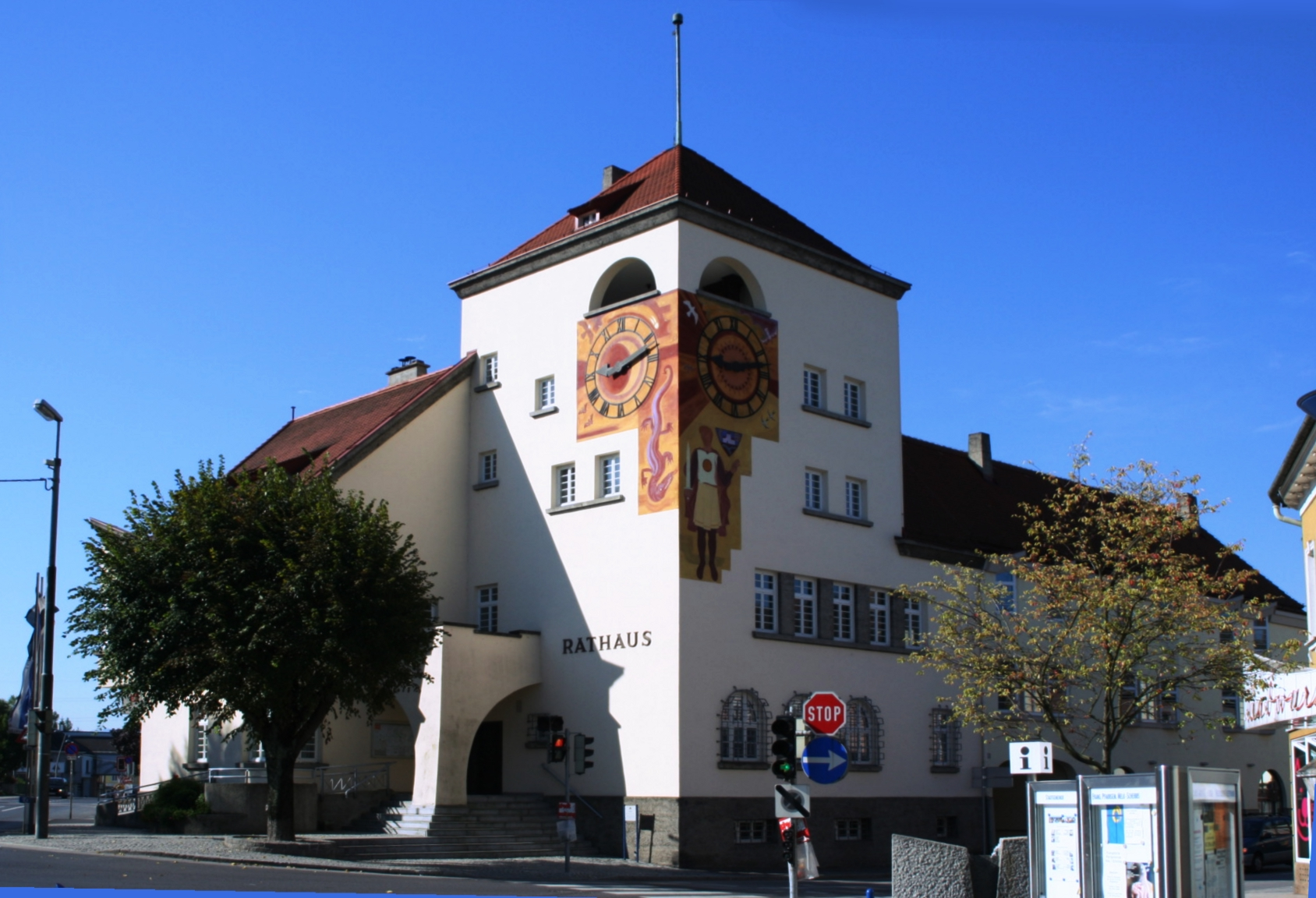
Rathaus von Wieselburg (1927–1928)

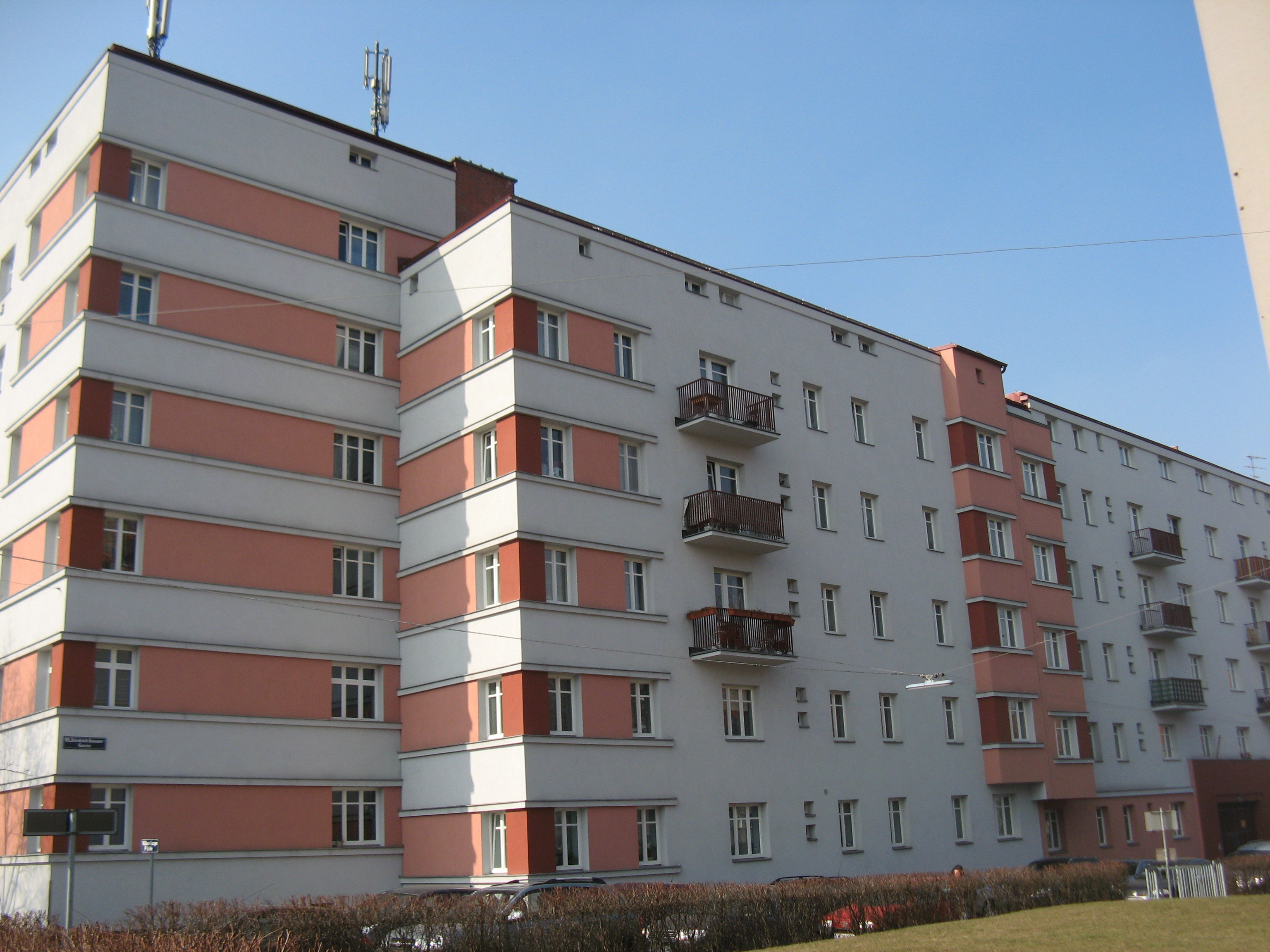
Gemeindebau Klausenburger Straße 22 (1929)

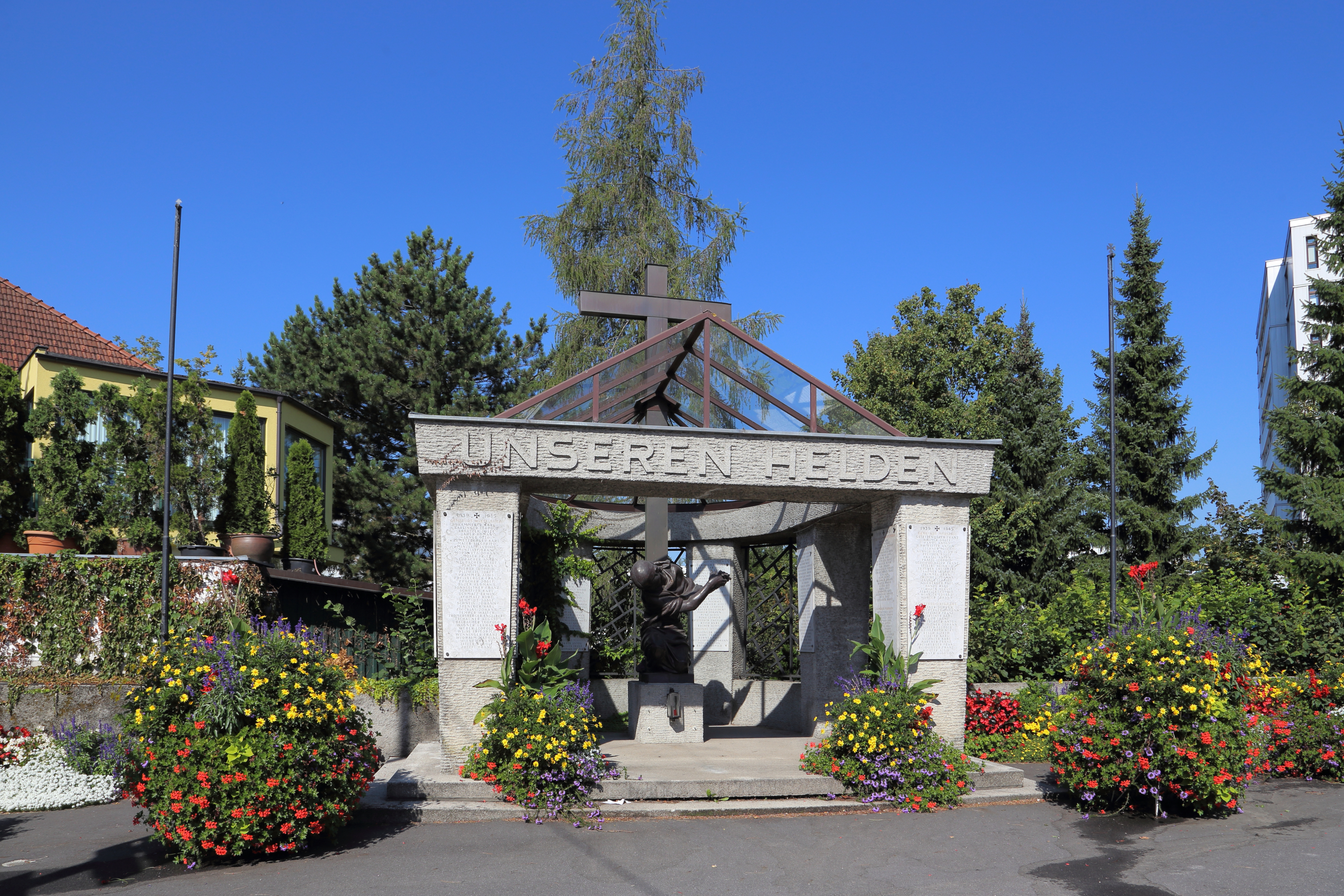
Kriegerdenkmal in Wieselburg (1932)

- Gemeindeamt, Golling an der Erlauf (1923–1925)
- Gemeindebau Großmannhof, Wien (1925; mit Victor Reiter und Wilhelm Otto Rumler)
- Rathaus, Wieselburg (1927–1928)
- Gemeindebau Klausenburger Straße 22, Wien (1929)
- Kriegerdenkmal, Wieselburg (1931; mit dem Bildhauer Josef Franz Riedl)
- Siedlung, Stockerau (1938–1940)
- Personalgebäude des Kabelwerks Meidling, Wien (1939)
- Gemeindebau Hasenleiten, Wien (1949–1950; Mitarbeit an den Blöcken 16, 17 und 26)
- Gemeindebau Wagramer Straße 55–61 (1951)
- Gestaltung Kapuzinerplatz, Scheibbs (1953–1955)
- Wohnhausanlage der Genossenschaft Sozialbau, Wien-Mauer (1955–1957)
- Gemeindebau Grinzinger Straße 54, Wien (1955–1956)
- Gemeindebau und Altersheim Fiakerplatz, Wien (1957–1959; als Mitarbeiter)
- Gemeindebau Floridsdorfer Markt, Wien (um 1960; als Mitarbeiter)
- Erweiterungsbauten des Wilhelminenspitals, Wien (1960; als Mitarbeiter)
- Gemeindebau Hutweidengasse 14, Wien (1966–1967)
- Gemeindebau Braunhirschengasse 13, Wien (1967)